# 브렛 세실
브렛 세실(Brett Aarion Cecil, 1986년 7월 2일 ~ )은 미국출신의 전 야구 선수이다.

## 경력

### 메이저 리그 이전
볼티모어 근교에서 태어났지만 뉴욕 양키스의 팬으로 자랐다. 메릴랜드 대학을 다닐 때에는 마무리 투수로 활약했으며, 통산 23세이브를 기록한다. 2007년에 있었던 MLB 드래프트에서는 1라운드 전체 38순위로 토론토 블루제이스에게 지명되어 입단한다. 프로 1년차 때에는 A-에서 시작했으며, 선발투수로 방어율 1,27을 기록한다. 2008년에는 A+에서 시작하여 시즌이 끝날때에는 트리플A까지 승격된다.
2009년에는 트리플A에서 개막을 맞이하였지만 4월에 8점대의 방어율을 기록하며 부진을 겪는다. 하지만, 블루제이스의 선발투수진이 계속 부상을 당하며 5월에 메이저 리그 승격을 이룬다.

### 토론토 블루제이스
2009년 5월 5일에 있었던 클리블랜드 인디언스전에서 메이저 리그 첫등판을 한다. 첫등판에서는 6이닝 1실점을 기록하며 호투하지만 승패는 기록되지 않는다. 2번째 선발등판이었던 5월 10일의 오클랜드 애슬레틱스전에서는 8이닝 무실점을 기록하며 메이저 리그 첫승리를 기록한다. 5월말에 잠시 트리플A로 내려가지만 6월중에 재승격된다. 그 후 투수들의 부상이 속출하면서 신인으로 구성된 선발 로테이션에 정착한다. 후반기에는 대량실점을 하는 경기가 늘었고, 8월에는 왼쪽 무릎을 부상당하며 선발등판을 한번 거르기도 하면서 8.25라는 월간 방어율을 기록한다. 그 후, 구단이 만든 연간 투구이닝수 제한에 도달하며 9월 10일에 있었던 미네소타 트윈스전을 마지막 선발등판으로 시즌을 마친다. 시즌에서는 7승 4패, 5.30의 방어율을 기록한다.
2010년에는 자택에서 요리를 하던 중에 손가락을 다치며 트리플A에서 개막을 맞이한다. 팀의 선발인 브라이언 탈레트가 부상자 리스트에 오르며 4월 23일에 메이저 리그로 승격된다. 그 후 시즌이 끝날 때까지 선발 로테이션의 한축을 맡으며 15승 7패를 기록한다. 아메리칸 리그 동부 지구에서 3위안에 든 팀들을 상대로 9승 2패(양키스 4승 0패, 레드삭스 2승 1패, 레이스 3승 1패)라는 좋은 성적을 기록한다. 탬파베이 레이스를 상대로 3승, 뉴욕 양키스를 상대로 4승을 거둔 것은 양리그 중에 가장 많은 수치였으며, 강호팀을 상대로 승부사의 기질을 보여준다. 한편, 5실점 이상을 하는 경기가 7번이다 되며 불안정함을 보인다. 2011년에는 개막을 할때부터 구속이 저하된 것때문에 힘들어하며, 4월 21일에는 결국 트리플A로 강등된다. 그러나 후반기인 7월 24일에 있었던 텍사스 레인저스전에서 자신에게 있어서 처음으로 완봉승을 거두기도 한다.
2012년에는 개막을 마이너 리그 베이스볼에서 맞이한다. 6월 15일에 카일 드라벡이 부상을 당하면서 메이저 리그로 승격된다. 선발로 9경기에 등판했지만 2승 패, 5.72의 방어율을 기록하며 8월 4일에 트리플A로 강등된다. 9월 3일에 재승격 된 후에는 구원투수로 12경기에 등판한다. 2013년에는 완전히 선발에서 구원으로 전향하며 개막전 로스터에 들어간다. 전반기에는 41경기에 등판하여 1.94의 방어율, 0.97의 WHIP, 탈삼진율 10.68이라는 우수한 성적을 기록하며 7월에는 처음으로 메이저 리그 올스타전에 선출된다. 후반기에는 19경기에 등판하여 5.65의 방어율을 기록하며 전반기같은 모습은 보여주지 못한다. 9월 17일에는 왼쪽 팔굼치를 부상당하며 15일 부상자 리스트에 올라간다. 시즌에서는 팀에서 2번째로 많은 60경기에 등판하여 5승 1패, 1세이브, 2.82의 방어율과 10.38이라는 높은 탈삼진율을 기록한다.
2014년 1월 17일에 토론토 블루제이스와 130만 달러에 1년 계약을 맺는다. 시즌에서는 66경기에 등판하여 자신의 커리어에서 가장 낮은 2.70의 방어율과 가장 높은 12.8이라는 탈삼진율을 기록한다. 2015년 1월 15일에 블루제이스와 247만 5,000달러에 1년 계약을 맺는다.

## 에피소드
세실은 오른손 잡이지만 왼손투수를 하고 있다. 왜냐하면, 4살의 생일 때 숙모에게 글러브를 선물받았는데, 그 글러브가 왼손잡이용 글러브였던 것이다. 결국, 그것을 끼고 공을 던지다 보니 왼손으로 던지게 되었다.

## 수상 경력
- 메이저 리그 올스타전 선출 1회 : 2013년

## 연도별 투구 성적
| 연 도     | 소 속     | 등 판 | 선 발 | 완 투 | 완 봉 | 무 4 구 | 승 리 | 패 전 | 세 이 브 | 홀 드 | 승 률 | 타 자 | 이 닝 | 피 안 타 | 피 홈 런 | 볼 넷 | 고 4 | 몸 맞 | 탈 삼 진 | 폭 투 | 보 크 | 실 점 | 자 책 점 | 평 자 책 | W H I P |
| --------- | --------- | ----- | ----- | ----- | ----- | ------- | ----- | ----- | -------- | ----- | ----- | ----- | ----- | -------- | -------- | ----- | ---- | ----- | -------- | ----- | ----- | ----- | -------- | -------- | ------- |
| 2009년    | TOR       | 18    | 17    | 0     | 0     | 0       | 7     | 4     | 0        | 0     | .636  | 422   | 93.1  | 116      | 17       | 38    | 0    | 5     | 69       | 0     | 0     | 59    | 55       | 5.30     | 1.65    |
| 2010년    | TOR       | 28    | 28    | 0     | 0     | 0       | 15    | 7     | 0        | 0     | .682  | 726   | 172.2 | 175      | 18       | 54    | 2    | 1     | 117      | 7     | 1     | 87    | 81       | 4.22     | 1.33    |
| 2011년    | TOR       | 20    | 20    | 2     | 1     | 0       | 4     | 11    | 0        | 0     | .267  | 532   | 123.2 | 122      | 22       | 42    | 1    | 6     | 87       | 1     | 0     | 68    | 65       | 4.73     | 1.33    |
| 2012년    | TOR       | 21    | 9     | 0     | 0     | 0       | 2     | 4     | 0        | 1     | .333  | 270   | 61.1  | 70       | 11       | 23    | 0    | 3     | 51       | 0     | 0     | 40    | 39       | 5.72     | 1.52    |
| 2013년    | TOR       | 60    | 0     | 0     | 0     | 0       | 5     | 1     | 1        | 11    | .833  | 250   | 60.2  | 44       | 4        | 23    | 3    | 3     | 70       | 5     | 1     | 20    | 19       | 2.82     | 1.10    |
| 2014년    | TOR       | 66    | 0     | 0     | 0     | 0       | 2     | 3     | 5        | 24    | .400  | 234   | 53.1  | 46       | 2        | 27    | 4    | 1     | 76       | 1     | 0     | 16    | 16       | 2.70     | 1.37    |
| 통산：6년 | 통산：6년 | 213   | 74    | 2     | 1     | 0       | 35    | 30    | 6        | 36    | .538  | 2434  | 565.0 | 573      | 74       | 207   | 10   | 19    | 470      | 14    | 2     | 290   | 275      | 4.38     | 1.38    |

- 2014시즌 종료 기준.

## 참조
1. ↑  “Brett Cecil Statistics and History” (영어). baseballreference. 2015년 1월 21일에 확인함.
2. ↑  Brett Cecil Stats, News, Photos - Toronto Blue Jays, ESPN(영어), 2015년 1월 22일에 확인
3. ↑  “Kyle Drabek has torn ligament”. 《ESPN.com》. 2012년 6월 15일. 2015년 1월 22일에 확인함.
4. ↑  “Cecil sent down as Jays make flurry of moves/ Cecil sent down as Jays make flurry of moves”. 《MLB.com》. 2012년 8월 4일. 2014년 10월 28일에 원본 문서에서 보존된 문서. 2015년 1월 22일에 확인함.
5. ↑  David Schoenfield (2013년 7월 6일). “NL All-Star squad looks much stronger”. 《ESPN.com》. 2015년 1월 22일에 확인함.
6. ↑  Gregor Chisholm (2014년 1월 17일). “Rasmus, Cecil, Rogers avoid arbitration”. 《MLB.com》. 2014년 2월 1일에 원본 문서에서 보존된 문서. 2015년 1월 22일에 확인함.
7. ↑  “Cecil agrees to terms”. 《MLB.com Blue Jays Press Release》. 2015년 1월 15일. 2015년 1월 22일에 원본 문서에서 보존된 문서. 2015년 1월 22일에 확인함.
8. ↑  Campbell, Morgan (15 May 2009),Jays' Cecil throws left but he sure gets it right,Toronto Star(영어),2015년 1월 21일에 확인